# Paganino Gaudenzi
Paganino Gaudenzi (Poschiavo, 3 giugno 1595 – Pisa, 3 gennaio 1649) è stato uno scrittore, teologo e presbitero svizzero; fu anche ministro del Cantone dei Grigioni in cui era nato, allora parte della Repubblica delle Tre Leghe.

## Biografia
La sua famiglia si era convertita al protestantesimo, come accadde per una buona quota degli abitanti del Cantone, e Paganino era cugino del presbitero e diplomatico Bernardino (1595-1668). Compì studi di diritto e di teologia frequentando più atenei, laureandosi infine nel 1614 all'Università di Tubinga, in Germania.
Rimpatriato alla sua Val Poschiavo, divenne pastore del rito riformato, nei pressi del suo paese natale (esattamente a Mese, Poschiavo e infine a Chiavenna); nel 1616 si convertì al cattolicesimo, forse a seguito della lettura di testi della Patristica. L'anno successivo la conversione gli valse l'arresto in Valchiavenna.
Dopo la liberazione si recò a Roma, dove conobbe Muzio Vitelleschi, generale dei gesuiti, e questi lo presentò alla corte di Paolo V. Gaudenzi divenne "stipendiato" del papa, nel frattempo prese gli ordini minori e cominciò a ricevere qualche incarico. Ad esempio, la Congregazione de Propaganda Fide lo inviò nel 1623 proprio nella sua terra natale a svolgere opera di proselitismo, per riguadagnare anime al protestantesimo; la missione, per la quale Gaudenzi scrisse il trattato De incertitudine Calvinianae doctrinae, iniziò mentre in Valtellina si era installato un presidio militare papalino con il compito di evitare che, nel contesto della guerra dei trent'anni, vi si producesse uno scontro fra le armate di Francia e Spagna, e la presenza della "forza di pace" facilitò molte conversioni. Terminata la trasferta, però, Gaudenzi fece rientro in Vaticano recando seco dubbi molto profondi e il proposito di maritare.
Frequentò l'Accademia degli Umoristi, e al contempo intraprese nuovi studi di latino, tedesco, caldeo e ebraico; in particolare si dedicò al greco antico, tanto che in alcune biografie è qualificato come grecista. Ebbe inoltre buoni rapporti con il casato dei Barberini, dal quale proveniva il  papa Urbano VIII, che Gaudenzi aveva avuto modo di conoscere prima dell'elezione al soglio pontificio.
Nel 1625 fu nominato docente di greco all'università romana de La Sapienza, e pressoché contemporaneamente pubblicò De dogmatibus et ritibus veteris Ecclesiae. Haereticorum huius temporis, & praesertim Calvinianorum testimonia; l'accoglienza ricevuta da quest'opera fu influenzata in senso negativo dalla sua modalità di estensione, in quanto a suffragio delle tesi del cardinale gesuita Roberto Bellarmino, Gaudenzi portò idee non "adeguatamente" contraddette in linea d'ortodossia appartenenti all'eretico dalmata Marco Antonio de Dominis. La citazione di De Dominis non era peraltro di poco conto: solo l'anno prima l'eretico era morto di morte naturale mentre si trovava confinato in Castel Sant'Angelo nelle more di un processo dell'Inquisizione a suo carico, e dopo morto era stato condannato al rogo post mortem (ne fu arso il cadavere, estratto dalla bara) e alla damnatio memoriae.
In effetti, alcune descrizioni del Gaudenzi che si estraggono dall'epistolario intrattenuto con Gabriel Naudé, e da altri scritti di quest'ultimo, ne isolano una definizione di temerarietà e impulsività intellettuale (cum impetu omnia facit), mentre per il suo amico Boulliau «Il est bon homme, franc, et un peu libre pur le païs où il est» (è un buon uomo, franco, ma un po' libero per il paese in cui si trova).
Caduto dunque in disgrazia presso i Barberini per l'avventato testo, non valsero gli interventi degli amici Giovanni Battista Ciampoli e Cassiano Dal Pozzo a migliorare la situazione, e Gaudenzi dovette cercarsi una nuova destinazione, diplomaticamente distante dai luoghi del misfatto, e la trovò in Pisa, dove nel 1628 ottenne la cattedra di "lettere umane" lasciata vacante da Lodovico Scapinelli. Pur se allettante era l'ammontare dello stipendio (500 scudi annui), Gaudenzi non si rassegnò a questo confino di fatto, ma a Roma non aveva speranza di rientrare: è del 1631 una lettera con cui Muzio Vitelleschi gli esplicitò l'aperta "prevenzione" del cardinale Francesco Barberini, e poco tempo ancora durò la speranza di riserva, quella di poter contare su un aiuto di Agostino Oreggi, suo amico, elevato alla porpora cardinalizia nel 1633. Oreggi, che era stato accusatore di Galileo (di cui Gaudenzi era un estimatore), ed era teologo e cameriere segreto di papa Urbano VIII, morì due anni dopo.
Gaudenzi rimase perciò nella città toscana e vi allestì nuove relazioni culturali, accostandosi all'Accademia dei Disuniti con cui iniziò una cospicua interazione; assunto lo pseudonimo di Spento, con questo firmò un certo numero di orazioni su temi profondi. Nel frattempo era sorto un rapporto epistolare con Alessandro Tassoni, che da Bologna aveva salutato il suo trasferimento a Pisa con una certa enfasi poiché in tal modo si sottraeva ai Barberini e alla loro dolorosa influenza: «V.S canti l'"In exitu Israel de Egypto et de populo BARBARO" perché mi pare faccia giusto a proposito per lei, ch'è stata tanto tempo IMBARBARITA, per non dire IMBARBERINATA, etc». E corrispondenza corse anche con Leone Allacci, Pietro Sforza Pallavicino, Claude Bérigard, Luca Olstenio, Vincenzo Renieri, Nicolò Heinsius ed altri.
Il suo ruolo a Pisa, nell'università del Granduca di Toscana Ferdinando II, crebbe e Gaudenzi fu citato insieme a Rodriguez de Castro e Bérigard come uno dei tre dotti che illustravano l'ateneo con competenze aggiornate. Di segno diverso fu, ex post, la valutazione di Girolamo Tiraboschi, che registrando la ingente quantità di opere scritte, tali quasi da doverlo citare ad ogni passo della storia letteraria, precisa che «appena meriti d'esser nominato in alcuno; perciocché volendo egli abbracciare ogni cosa, niuna ne strinse, e fu scrittore superficiale e leggero».
Nel 1639 entrò nuovamente in rotta con i Gesuiti e nel 1640 il Sant'Uffizio mise sotto diffida le sue opere; il suo Dell'origine delle guerre d'Italia non fu mai pubblicato, e gli valse anzi una pressoché esplicita minaccia del Sant'Uffizio di ricorso all'uso di "mezzi idonei" a farlo "star cheto".

## Opere (selezione)
- De incertudine calvinianae doctrinae, tractatus (Roma 1623)
- De Dogmatibus et ritibus veteris Ecclesiase haereticorum huius teporis, et praesertim Calvinianorum testimonia (Roma 1625)
- Declamationes octo. Extra ordinem habitae anno 1629 (Firenze 1630)
- In obitum Reginae Polonorum (Firenze 1631)
- Contradizione morale intorno al sospetto. Discorso nella morte del già generalissimo Valenstein (Pisa 1634)
- De Justinianaei saeculi moribus nonnullis (Firenze 1637)
- Multa mulctrae Apologeticon Tyronis litterariii (Firenze 1638)
- De dogmatum Origenis cum philosophia Platonis comparatione, Saelebrae Tertullianeae. De vita Christianorum ante tempora Constantini (Firenze 1639)
- De Pythagorea animarum transmigratione (Pisa 1641)
- De Philosophiae apud Romanos initio et progressu (Pisa 1643)
- Della Disunita Accademia accrescimento, operetta di Paganino Gaudentio, nella quale l'autore insieme difende alcuni istorici contra l'accuse d'Agostino Mascardi (Pisa 1644)
- La Galleria dell'inclito Marino considerata vien dal Paganino con alcune composizioni dell'istesso Paganino (Pisa 1648)